# Digitoxose
Digitoxose (kurz: Dig, auch 2,6-Didesoxyaltrose) ist eine Hexose, die in diversen glycosidischen Naturstoffen vorkommt.

## Vorkommen

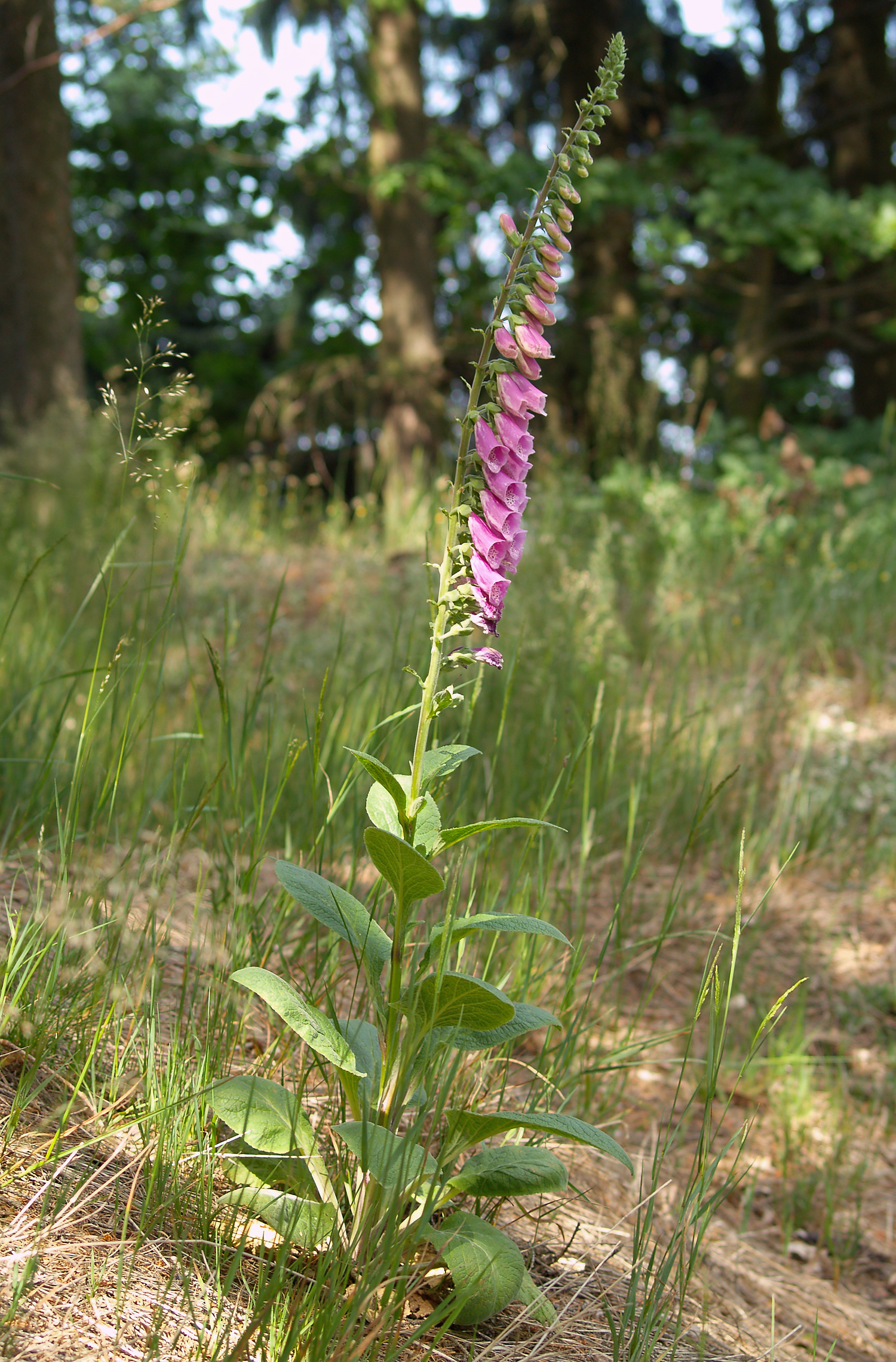
Roter Fingerhut

Pyranoseformen der Digitoxose. Oben links α-D, oben rechts α-L, unten links β-D, unten rechts β-L.

In Herzglycosiden aus Digitalis (z. B. Digitoxin und Digoxin) kommt L-Digitoxose vor. In bakteriellen Sekundärmetaboliten kommen die D- und die L-Form vor. Zu den bakteriellen Naturstoffen, die Digitoxose enthalten, gehören z. B. Kijanimicin  aus Actinomadura kijaniata, die Jadomycine aus Streptomyces und die Habarimicine aus Microbiospora. Die Saccharomicine sind antibiotisch wirksame Heptadecaglycoside, die ebenfalls Digitoxose enthalten.

## Biosynthese
Glucose ist ein Vorläufer der in Herzglycosiden vorkommenden Digitoxose.

## Verwandte Verbindungen
Es existieren vier Enantiomerenpaare der 2,6-Didesoxyhexosen. Die anderen drei sind Oliose, Olivose und Boivinose.